# IWGP Provisional Tag Team Championship
O IWGP Provisional Tag Team Championship (em português Campeonato de Duplas Provisorias do IWGP é um título de equipas inventado pela New Japan Pro Wrestling (NJPW). IWGP é um acrónimo da entidade máxima da NJPW, a International Wrestling Grand Prix. O título foi introduzido no dia 2 de julho de 2006, um título de equipas provisório foi criado (conhecido como os IWGP Provisional Tag Team Championship) quando Hiroyoshi Tenzan e Masahiro Chono mostraram sinais de inatividade. Shiro Koshinaka e o Togi Makabe derrotaram a equipa de Yuji Nagata e Naofumi Yamamoto e de Giant Bernard e Travis Tomko numa luta three-way para tornarem se os primeiros campeões. O presidente da NJPW, Simon Kelly Inoki, tirou os titulos a Hiroyoshi Tenzan e Masahiro Chono e o IWGP Tag Team Championship (Campeonato de Duplas do IWGP) no dia 20 de setembro de 2006 depois de Tenzan e a Chono se separarem. Quando Manabu Nakanishi e Takao Omori, que derrotaram Shiro Koshinaka e o Togi Makabe no dia 17 de Julho de 2006 para se tornarem os Campeões de Duplas Provisórias do IWGP, e foram reconhecidos como os Campeões de Duplas do IWGP no dia 28 de Setembro de 2006 pelo a NJPW e depois os titulos ficaram inativos.]]]

## Historia do Titulo
| Equipas | Reinados | Data                | Localização             | Notas                                                                                          |
| --- | -------- | ------------------- | ----------------------- | ---------------------------------------------------------------------------------------------- |
| Shiro Koshinaka e o Togi Makabe                                                                               | 1        | 02 de julho de 2006 | Tóquio, Japão           | Derrotaram a equipa do Yuji Nagata e do Naofumi Yamamoto e do Giant Bernard e do Travis Tomko. |
| Wild Child (Manabu Nakanishi e o Takao Omori)                                                                 | 1        | 17 de julho de 2006 | Sapporo, Hokkaido Japão | Ganharam os titulos na Circuit2006 Final: Next Progress.                                       |
| Desocupado porque foram reconhecidos como os IWGP Tag Team Champions no dia 28 de Setembro de 2006 pela NJPW. |          |                     |                         |                                                                                                |

## Referencias
1. ↑  «IWGP Provisional Tag Team Championship history: Reign 1». Cagematch (em inglês). cagematch.net. Consultado em 17 de julho de 2006
2. ↑  «IWGP Provisional Tag Team Championship history: Reign 2». New Japan Pro Wrestling (em japonês). NJPW.co. Consultado em 15 de agosto de 2009. Arquivado do original em 24 de julho de 2009